# 中国人民解放军福州军区空军
中国人民解放军福州军区空军，机关驻地福建省福州市，是中国人民解放军空军驻中国人民解放军福州军区的战役军团，归中国人民解放军空军建制，受中国人民解放军空军、中国人民解放军福州军区双重领导。领导和指挥驻福建省、江西省空军部队，主要担负本区国土防空和协同陆、海军作战等任务。

## 沿革
中华人民共和国时期，福建最早的空军领导机构是福建航空办事处。1950年5月，中国人民解放军华东军区航空处在福州设立福建航空办事处，负责接管福建地区的中国国民党方面的中华民国空军和民航遗留的机构、设备、人员、器材；管理维护福州、厦门、漳州、莲塘、建瓯、长汀机场；培养航空干部及专业技术人员。1951年3月，该处与福州航空站合并为华东军区空军福建基地场站。
1950年7月，福建军区成立防空处，负责对空作战事宜。1953年2月，防空处划归华东军区防空司令部建制，由福建军区代管。1955年4月，扩编为高射炮兵第一〇五师师部，负责指挥福州地区地面防空部队。
1955年9月14日，根据中华人民共和国国防部1955年5月4日电示及1955年7月12日决定和中国人民解放军南京军区1955年7月25日电令，以公安第十二师师部和中国人民志愿军的1个独立步兵营为基础，在福建组建中国人民解放军防空军第一军，归中国人民解放军南京军区防空军建制，同时接受中国人民解放军福建军区领导指挥。军长方升普，政委罗维道。下辖驻福建的高射炮兵、雷达兵、探照灯兵部队，担负福建地区防空作战任务。1955年10月20日该军正式担负防空作战值班任务。1956年7月，防空军第一军改由军委防空军直接领导。
1957年2月，中国人民解放军防空军与中国人民解放军空军合并，整编为中国人民解放军空军。1957年7月，防空军第一军改为中国人民解放军空军第一军，领导驻福建的空军地面部队，归中国人民解放军南京军区空军建制。 
1958年7月，中央军委决定，空军航空兵部队进驻福建。1958年7月24日（一说1958年8月25日），中华人民共和国国防部部长彭德怀命令，组建中国人民解放军福州军区空军，聂凤智为司令员，裴志耕为第一副政委（1959年9月李世安为政委）。福州军区空军领率机关由中国人民解放军空军第一军机关大部、中国人民解放军南京军区空军机关一部、中国人民解放军空军第五军机关一部在福建晋江组成，1958年8月30日正式成立。中国人民解放军空军第一军番号随之撤销。福州军区空军机关设司令部、政治部、后勤部、干部部、军训部、工程部、高炮指挥部、雷达兵部。1960年6月，福州军区空军机关迁驻福州。1970年2月，福州军区空军机关整编为司令部、政治部、后勤部。1976年2月增设航空工程部。
1985年9月，福州军区空军和南京军区空军合并，整编为南京军区空军。福州军区空军机关整编为中国人民解放军空军第八军军部，归南京军区空军建制。福州军区空军番号撤销。
福州军区空军成立后，驻福建省的中国人民解放军空军高射炮兵、雷达兵部队等划归福州军区空军建制，轮战航空兵部队归福州军区空军领导指挥。1959年5月，驻江西省的空军部队划归福州军区空军建制。1960年2月，中国人民解放军福州军区空军福州指挥所成立（同年6月移驻晋江，改称中国人民解放军福州军区空军晋江指挥所）；1962年6月，该指挥所整编为中国人民解放军空军第八军军部，1976年1月撤销。1978年10月，成立中国人民解放军空军漳州指挥所。1985年9月，空军漳州指挥所撤销；福州军区空军所辖部队划归驻福州的中国人民解放军空军第八军军部建制。福州军区空军隶属中国人民解放军空军建制，受中国人民解放军空军、中国人民解放军福州军区双重领导和指挥，辖福建省、江西省的航空兵、高射炮兵、地空导弹兵、雷达兵以及各种勤务保障部队。福州军区空军经27年发展，成为包括航空兵、高射炮兵、地空导弹兵、雷达兵、通信兵及其他专业兵的合成军队。
福州军区空军担负东南沿海地区防空作战任务。1958年下半年，组织指挥航空兵、高射炮兵部队等，夺取福建地区制空权，为配合中国人民解放军陆军、海军炮击金门和封锁金门岛创造了条件。1958年至1985年，接收其他军区空军130多个歼击航空兵团入福建轮战。组织指挥部队以反空中侦察为主的防空作战，先后击落、击伤台湾当局飞入大陆袭扰、侦察的飞机17架。1961年8月2日，空军高射炮兵第一〇五师在福州地区击落台湾当局中华民国空军RF-101型飞机1架。1963年6月20日凌晨，空军第二十四师副大队长王文礼在江西临川地区击落台湾当局中华民国空军P-2V型电子侦察机1架。1967年1月13日，空军第二十四师飞行员胡寿根在福建晋江地区击落台湾当局中华民国空军F-104G型飞机1架。福州军区空军部队还参加过抢险救灾、护渔护航、航空物探等。"

## 历任领导

### 防空军第一军
| 军长 - 方升普（1955年12月14日—1957年6月15日） 副军长 - 叶泰清（1955年12月14日—1957年6月15日，第一副军长） - 李成春（1955年12月14日—1956年8月） - 彭宗义（1956年11月13日—1957年6月15日） - 刘鹏（1957年2月15日—1957年6月15日） | 政治委员 - 罗维道（1955年10月5日—1957年6月15日） |

| 参谋长 - 叶泰清（1955年12月14日—1957年6月15日，第一副军长兼） | 政治部主任 - 许法善（1955年10月5日—1957年6月15日） |

### 空军第一军
| 军长 - 方升普（1957年6月15日—1958年7月18日） 副军长 - 叶泰清（1957年6月15日—1958年7月18日） - 彭宗义（1957年6月15日—1958年7月18日） - 刘鹏（1957年6月15日—1958年7月18日） | 政治委员 - 罗维道（1957年6月15日—1958年7月18日） |

| 参谋长 - 叶泰清（1957年6月15日—1958年7月18日，副军长兼） 副参谋长 - 严成钦（1957年6月15日—1958年7月18日） | 政治部副主任 - 唐纯一（1957年6月15日—1958年7月18日） |

### 福州军区空军
| 司令员 - 聂凤智 中将（1958年9月27日—1962年3月） - 陈华堂 少将（1962年3月—1966年3月） - 谢斌（1966年3月—1968年5月） - 杨思禄（1968年5月—1983年5月） - 侯书军（1983年5月—1985年8月） 副司令员 - 谢斌 少将（1958年9月27日—1966年3月） - 方升普 少将（1958年9月27日—1962年7月） - 袁彬 少将（1958年9月27日—1979年10月） - 刘鹏 少将（1958年9月27日—1960年12月，兼高炮指挥部司令员） - 蒋亭（1966年5月—1977年10月） - 吴元任（1968年5月—1983年3月） - 刘自双（1970年12月—1978年1月） - 张实杰（1975年9月—1983年5月） - 蔡永（1978年1月—1983年5月） - 王成美（1980年7月—1983年5月） - 李兰茂（1983年5月—1985年8月） - 苑国辉（1983年5月—1984年12月） - 郑宝森（1983年5月—1985年8月） | 政治委员 - 李世安 少将（1959年9月—1968年3月） - 韦祖珍（1968年11月—1971年2月） - 黄玉昆（1975年5月—1975年10月） - 王静敏（1975年10月—1977年12月） - 张希庸（1978年1月—1983年5月） - 冯应山（1983年5月—1985年8月） 副政治委员 - 裴志耕 少将（1958年9月27日—1959年4月，第一副政治委员） - 罗维道 少将（1958年9月27日—1964年7月） - 邓东哲 少将（1963年7月—1964年10月） - 陈兴畴 少将（1964年10月—1971年2月） - 谢锡玉（1971年2月—1978年1月） - 查全伦（1971年5月—9月） - 肖道生（1975年9月—1978年1月） - 陈兴畴（1977年4月—1983年5月） - 林青（1979年6月—1983年5） - 丁涟云（1983年5月—1985年8月） - 黄达萍（1983年5月—1985年8月） 顾问 - 肖道生（1978年1月—？） - 刘自双（1978年1月—1983年8月） - 邱仁华（？—？） - 姜洪照（1982年—？） - 曾冠民（？—？） |

| 参谋长 - 谢斌 少将（1958年9月27日—1960年1月，副军长兼） - 顾前 大校（1960年1月—1962年2月） - 蒋亭 大校（1962年2月—1966年5月；1966年5月—1975年5月，副军长兼） - 恽前程（1975年5月—1981年4月） - 苑国辉（1981年4月—1983年5月） - 王奎方（1983年5月—1985年8月） 副参谋长 - 蒋亭 大校（1958年7月—1962年7月） - 王志増 大校（？—？） - 谢幼升 大校（？—？） - 姜洪照 大校（1962年—1982年） - 刘自双（1969年7月—1970年12月） - 王治平（？—？） - 彭宗义（？—？） - 袁善法（？—？） - 李振川（？—1976年7月牺牲） - 刘永（？—？） - 郑光裕（1976年—？） …… | 政治部主任 - 张雍耿 少将（1958年9月27日—1960年3月） - 崔文斌 大校（1960年3月—1960年7月） - 陈兴畴 大校（1960年7月—1967年6月） - 黄烽（1969年7月—1977年5月） - 高兴民（1977年9月—1983年5月） - 马绍君（1983年5月—1985年8月） 政治部副主任 - 陈兴畴 大校（1959年—1960年7月） - 黄烽（1960年12月—1969年12月，兼福州军区空军军事法院院长） - 唐纯一（？—？） - 谢幼升（？—？） - 罗丰（？—？） - 马鸣（1970年12月—？） - 李家田（沈辰）（1970年—1972年） - 葛彤（？—？） - 武广业（？—？） …… |

| 后勤部部长 - 卢洪海 大校（？—？） - 吴少同 大校（？—1976年4月） - 堇毅志（1976年4月—？） …… | 后勤部政治委员 - 卢洪海 大校（？—？，后勤部部长兼） - 罗丰 大校（？—？） - 于泉溪（1971年1月—1978年） - 贾鸿钧（1978年—1981年春） …… |

| 航空工程部部长 - 丁园 大校（？—？，工程部部长） - 丁坚毅 大校（1962年3月—？，工程部部长） - 朱维斌（？—？） - 董金（？—？） 军事训练部部长 - 袁彬 少将（？—？，副司令员兼） | 高射炮兵指挥部司令员 - 刘鹏 少将（1958年9月27日—1960年12月，副司令员兼） - 刘自双 少将（1964年2月—1970年3月，1969年7月起为副参谋长兼） 雷达兵部主任 - 王大可 大校（？—？，代理） - 严成钦 大校（？—？） |

## 荣誉
曾被授予荣誉称号的单位有：
- 八二战斗神炮连：由空军授予[2]。
- 拥政爱民模范连：由空军授予[2]。
- 千里眼雷达站：由空军授予[2]。
- 爱民模范连：由空军授予[2]。
- 一心为飞行服务的好空勤灶：由空军授予[2]。

曾被授予荣誉称号的个人有：
- 爱兵模范：王裕昌，由国防部授予[2]。
- 一心为革命的好飞行员：孙安定，由中央军委授予[2]。
- 夜空猎手：王文礼，由空军授予[2]。
- 空军学习毛主席著作尖兵：丰福生，由空军授予[2]。
- 雷锋式的战士：李宗社，由空军授予[2]。

## 雷達任務
位於北緯25°24'59.7"，東經119°38'04.5"的福州市東京山頂雷達站，雷達掃描範圍涵蓋澎湖列島與台灣本島，可監控澎湖馬公出航的船隻，東京山的電訊偵測站可偵收台灣本島通訊與台灣海峽船隻通訊。